# マキシモ・パーク
マキシモ・パーク（Maxïmo Park）は、イギリスのオルタナティヴ・ロック・バンド。

## バンド名の由来
キューバの首都ハバナに実在する歴史ある公園の名前に由来する。この公園はドミニカ共和国出身のキューバの独立革命指導者マキシモ・ゴメスを称えたもの。

## 略歴
2000年にギタリストのダンカン・ロイドを中心に結成。2003年にフロントマンのポール・スミスが加入。2004年3月頃に、メンバーの友人の出資による自主制作7インチシングル「Graffiti / Going Missing」を発表。その後も7インチシングル「The Coast Is Always Changing」、「The Night I Lost My Head」を発表し、ワープ・レコーズと契約。
2005年5月16日、ファースト・アルバム『ア・サートゥン・トリガー』を発売。全英15位を記録し、マーキュリー賞にもノミネートされる。同年のフジロックフェスティバルに出演。
2007年4月2日、セカンド・アルバム『アワ・アースリー・プレジャーズ』を発売。全英2位を記録し、ゴールドディスクを獲得。同年のサマーソニックにダンス・ステージのヘッドライナーとして出演。
2009年5月11日、サード・アルバム『クイックン・ザ・ハート』を発売。全英6位を記録。同年のフジロックフェスティバルに出演。
2012年6月11日、アルバム『ザ・ナショナル・ヘルス』を発売。全英13位を記録。
2014年2月3日、アルバム『トゥー・マッチ・インフォメーション』を発売。全英7位を記録。セルフプロデュースで地元のニューカッスルとサンダーランドで制作された。
2017年4月21日、アルバム『リスク・トゥ・イグジスト』を発売。『クイックン・ザ・ハート』ツアー以来、長らくライブで演奏していなかったアーチス・ティクが脱退したことを、バンドのTwitterで正式に発表した。翌2018年には、ルーカス・ウーラーの脱退も発表され、2019年1月のライブをもって脱退した。
2021年2月26日、アルバム『ネイチャー・オールウェイズ・ウィンズ』を発売。全英2位を記録。トップ5入りは14年ぶり。

## メンバー
- ポール・スミス (英: Paul Smith) - ボーカル
- ダンカン・ロイド (英: Duncan Lloyd) - ギター
- トム・イングリッシュ (英: Tom English) - ドラムス

### 旧メンバー
- アーチス・ティク (英: Archis Tiku) - ベース ※2014年脱退
- ルーカス・ウーラー (英: Lukas Wooller) - キーボード ※2019年脱退

## ディスコグラフィ

### スタジオ・アルバム
| 年                                        | タイトル                                                | アルバム詳細                                                                                            | チャート最高位 | チャート最高位 | チャート最高位 | チャート最高位 | チャート最高位 | チャート最高位 | チャート最高位 | チャート最高位 | チャート最高位 | 認定           |
| 年                                        | タイトル                                                | アルバム詳細                                                                                            | UK             | AUT            | BEL            | FRA            | GER            | IRE            | NLD            | SCO            | SWI            | 認定           |
| ----------------------------------------- | ------------------------------------------------------- | --- | -------------- | -------------- | -------------- | -------------- | -------------- | -------------- | -------------- | -------------- | -------------- | -------------- |
| 2005                                      | ア・サートゥン・トリガー A Certain Trigger              | - 発売日: 2005年5月16日 - レーベル: Warp - フォーマット: CD, LP                                         | 15             | 70             | —              | 102            | 25             | 67             | —              | 45             | —              | - UK: ゴールド |
| 2007                                      | アワ・アースリー・プレジャーズ Our Earthly Pleasures    | - 発売日: 2007年4月2日 - レーベル: Warp - フォーマット: CD, CD+DVD, LP, digital download                | 2              | 50             | 88             | 165            | 14             | 52             | 42             | 5              | 34             | - UK: ゴールド |
| 2009                                      | クイックン・ザ・ハート Quicken the Heart                | - 発売日: 2009年5月11日 - レーベル: Warp - フォーマット: CD, CD+DVD, LP, digital download               | 6              | 58             | 86             | 145            | 13             | —              | 95             | 6              | 22             |                |
| 2012                                      | ザ・ナショナル・ヘルス The National Health              | - 発売日: 2012年6月11日 - レーベル: V2 - フォーマット: CD, LP, digital download                         | 13             | 62             | —              | —              | 17             | —              | —              | 16             | 55             |                |
| 2014                                      | トゥー・マッチ・インフォメーション Too Much Information | - 発売日: 2014年2月3日 - レーベル: Daylighting - フォーマット: CD, LP, digital download                 | 7              | 49             | 141            | —              | 24             | —              | —              | 22             | 88             |                |
| 2017                                      | リスク・トゥ・イグジスト Risk to Exist                  | - 発売日: 2017年4月21日 - レーベル: Daylighting, Cooking Vinyl - フォーマット: CD, LP, digital download | 11             | —              | —              | —              | 58             | —              | —              | 12             | —              |                |
| 2021                                      | ネイチャー・オールウェイズ・ウィンズ Nature Always Wins | - 発売日: 2021年2月26日 - レーベル: PIAS, Prolifica - フォーマット: CD, LP, digital download            | 2              | —              | —              | —              | 27             | —              | —              | 1              | 76             |                |
| "—"は未発売またはチャート圏外を意味する。 |                                                         | |                |                |                |                |                |                |                |                |                |                |

### ライブ・アルバム
- Found on Film: BBC Live Sessions (2006年、Warp)
- 10th Anniversary Live: London Roundhouse 17/11/15 (2015年、Concert Live Ltd)
- 10th Anniversary Live: Manchester Albert Hall 18/11/15 (2015年、Concert Live Ltd)
- As Long As We Keep Moving (2019年、Cooking Vinyl)

### リーダー・アルバム
- 『ミッシング・ソングス』 - Missing Songs (2006年、Warp)
- iTunes Essentials (2011年)

### 補足
1. ↑  エイフェックス・ツインなどを輩出したテクノの老舗レーベルであるワープ・レコーズが初めて契約したギターロック・バンドとして注目を集めた[要出典]。